# Pyramide d'Éléphantine
La pyramide d'Éléphantine est une pyramide provinciale située à Éléphantine en Égypte. Elle fut construite en blocs de granite. Un cône de granite, portant une inscription mentionnant Houni, fut découvert aux abords du monument.

## Dimensions
- base : 23,40 mètres ;
- Hauteur actuelle : 5,10 mètres ;
- Inclinaison des gradins : 82° et 77° ;
- nombre de degrés : 3 ;